# Wit Dąbal
Wit Dąbal (ur. 26 września 1955 w Tarnowskich Górach) – polski operator filmowy.

## Życiorys
Absolwent Wydziału Operatorskiego Państwowej Wyższej Szkoły Filmowej, Telewizyjnej i Teatralnej im. Leona Schillera w Łodzi. Laureat licznych nagród i wyróżnień filmowych w tym Nagrody za zdjęcia na Festiwalu Polskich Filmów Fabularnych w 1984 roku za film pt. "Wir" oraz Prix Italia w kategorii programów telewizyjnych za obraz pt. "Z Moskwy do Pietuszek z Wieniediktem Jerofiejewem".
Ojciec producenta muzycznego i operatora filmowego Michała „Ajrona” Dąbala.

## Filmografia
- 1995 "Wielki tydzień"
- 1992 "Sauna"
- 1990 "Z Moskwy do Pietuszek z Wieniediktem Jerofiejewem"
- 1988 "Alchemik"
- 1986 "Cudowne dziecko"
- 1985 "Medium"
- 1983 "Kartka z podróży"
- 1981 "Wahadełko"

## Nagrody i wyróżnienia
- 1983 – Nagroda Złote Grono za zdjęcia do filmu "Kartka z podróży" na festiwalu Lubuskie Lato Filmowe)[2]
- 1985 – Nagroda Artystyczna Młodych im. Stanisława Wyspiańskiego II stopnia za osiągnięcia w dziedzinie sztuki operatorskiej zaprezentowane w "Kartce z podróży" i "Wirze")[3]
- 1995 – Nagroda (Nagroda "Tytan" za zdjęcia do filmu reklamowego "EB" na Festiwalu Filmów Reklamowych "Crackfilm" w Krakowie)[3]
- 1998 – Nagroda (Nagroda za zdjęcia do filmu reklamowego "Mobil 1" na Warszawskim Festiwalu Reklamowym "Creatura")[3]

## Publikacje
- Wit Dąbal, Piotr Andrejew, Kompendium terminologii filmowej, Oficyna Wydawnicza Sadyba, 2005, ISBN 978-83-919108-3-2
- Wit Dąbal, Piotr Andrejew, Słownik Filmowy Polsko-Angielski, Oficyna Wydawnicza Sadyba, 2007, ISBN 978-83-923743-0-5